# Provincia del Norte (Sierra Leona)
La provincia del Norte o provincia del Noreste es una de las cinco provincias de Sierra Leona, reducida en 2017 tras la separación de la misma de la provincia del Noroeste. Albergaba una población de 1 316 831 personas en 2021. La capital es Makeni.

## Distritos
- Distrito de Bombali, con capital en Makeni.
- Distrito de Falaba, con capital en Bendugu.
- Distrito de Koinadugu, con capital en Kabala
- Distrito de Tonkolili, con capital en Magburaka